# Merești (gmina)
Merești – gmina w Rumunii, w okręgu Harghita. Obejmuje tylko jedną miejscowość Merești. W 2011 roku liczyła 1139 mieszkańców.